# Amonardia pentasetosa
Amonardia pentasetosa är en kräftdjursart som beskrevs av Noodt 1954. Amonardia pentasetosa ingår i släktet Amonardia och familjen Miraciidae. Inga underarter finns listade i Catalogue of Life.